# Vidjehortensia
Vidjehortensia (Hydrangea arborescens) är en art inom hortensiasläktet som växer vild i östra USA. Arten introducerades till Europa 1736. 

## Synonymer
- Hydrangea arborescens f. typica C.K.Schneid. nom. inadmiss.
- Hydrangea arborescens f. vulgaris (Ser.) C.K.Schneid. nom. inadmiss.
- Hydrangea arborescens var. australis Harbison
- Hydrangea arborescens var. kanawhana Millsp.
- Hydrangea arborescens var. oblonga Torr. & A.Gray
- Hydrangea arborescens var. vulgaris Ser. nom. inadmiss.
- Hydrangea vulgaris Michx. nom. illeg.
- Wikimedia Commons har media som rör Vidjehortensia.